# Modesty Blaise
Modesty Blaise ist eine Comic- und Romanfigur, die 1963 vom englischen Autor Peter O’Donnell geschaffen wurde. Es handelt sich um eine attraktive und gefährliche junge Frau mit zahlreichen Fähigkeiten, die aufgrund ihrer kriminellen Vergangenheit immer wieder in Auseinandersetzungen mit Verbrechern an exotischen Schauplätzen in aller Welt verwickelt wird. Hierbei arbeitet sie gelegentlich für den britischen Geheimdienst oder erhält von diesem Unterstützung.

## Hintergrund
O’Donnell schuf neben Romanen und Kurzgeschichten auch Szenarien für verschiedene Comicstrips, die erfolgreich in englischen Tageszeitungen veröffentlicht wurden. Auf der Suche nach neuen Charakteren fiel ihm eine Begegnung aus der Vergangenheit ein: Im Zweiten Weltkrieg war er als Funker in Persien stationiert und lernte dort ein kleines Flüchtlingsmädchen kennen. Dieses Mädchen inspirierte ihn Jahre später zur Gestalt der Modesty Blaise.

## Figur
Modestys Vergangenheit liegt im Dunklen. Der Leser erfährt nur, dass sie im und vor dem Krieg flüchtete und sich als namenlose Waise über Flüchtlingslager nach Nordafrika durchschlug. Ihr Name stammt aus dieser Zeit, in Anlehnung an Modesty („Anstand“) und Blaise, einen Lehrer König Arthurs.
In Tanger schloss sie sich im Alter von fünfzehn Jahren einer kleinen kriminellen Bande an und arbeitete in einem Spielcasino. Nach dem Tod des Bandenchefs übernahm sie die Führung und die Gruppe wuchs rasch zur internationalen Verbrecherorganisation Das Netz heran. Die stets professionell vorgehende Gruppe wurde mit organisierter Kriminalität aller Art, mit Ausnahme von Drogen- und Mädchenhandel, schnell reich. Noch keine dreißig Jahre alt war Modesty, wie auch Willie Garvin, ihr engster Vertrauter aus Zeiten des Netzes, bereits Multimillionär. Sie stieg aus dem Geschäft aus und setzte sich in London zur Ruhe.
An diesem Punkt beginnt im Wesentlichen die Handlung der Romane. Schnell wird Modesty das Leben in ihrem luxuriösen Penthouse zu eintönig. Aus purer Langeweile und aus reiner Gefälligkeit fängt sie an, für den britischen Geheimdienst zu arbeiten. An der Seite ihres treuen Freundes Willie Garvin gerät sie von einem lebensgefährlichen Abenteuer ins andere, wobei sie, nach eigener Moral, jetzt ausschließlich für das Gute kämpft.
Modesty ist eine starke Persönlichkeit. Sie ist jung, gut aussehend, sexy, durchtrainiert, schlagkräftig, reich, intelligent und menschlich. Modernste Waffen und technische Hilfsmittel helfen ihr durch jeden Auftrag.

## Comics
Der erste Comicstrip mit Modesty Blaise wurde am 13. Mai 1963 im Evening Standard veröffentlicht und wurde als La Machine bekannt, obwohl er ursprünglich gar keinen Titel hatte. Die Strips wurden ohne Unterbrechung bis 2001 gedruckt, zeitweise in bis zu 42 Ländern rund um den Erdball. Die letzte Folge erschien am 11. April 2001, zufällig dem 81. Geburtstag von Peter O’Donnell.
Obwohl die Comicgeschichten von Modesty Blaise als Daily-Strips erschienen, erzählen sie einzelne Geschichten unterschiedlicher Länge. Insgesamt lassen sich 96 Comicgeschichten unterscheiden, alle sind geschrieben von Peter O’Donnell. Die Zeichner waren Jim Holdaway, Enrique Badía Romero, John M. Burns, Pat Wright, und Neville Colvin. Die letzte Geschichte, The Dark Angels, war nie als Zeitungsstrip geplant und erschien nach dessen Einstellung als Comicheft.
Die vollständige deutsche Ausgabe der Geschichten von Zeichner Jim Holdaway ist beim Carlsen Verlag auf Deutsch erschienen. Weitere Geschichten wurden in der österreichischen Strip und in Agent X9 veröffentlicht, wo man Modesty Blaise seltsamerweise in Jessie Fox umtaufte.
Die vollständige englische Ausgabe aller Comicgeschichten mit insgesamt 30 Büchern ist beim Londoner Verlag Titan Books erschienen.
Seit April 2024 erscheint im Bocola Verlag eine Gesamtausgabe in deutscher Sprache.

## Filme
- 1965: Unter der Regie von Joseph Losey wurde ein Film mit dem Titel Modesty Blaise (deutscher Titel: Die tödliche Lady) gedreht. Die Hauptrollen spielten Monica Vitti, Terence Stamp und Dirk Bogarde. Während der Dreharbeiten entstand erstmals die Idee zu einem Roman.
- 1982: Modesty Blaise, Pilotfilm, der nicht in eine Fernsehserie umgesetzt wurde.[1]
- 2003: Quentin Tarantino sicherte sich vor längerer Zeit die Filmrechte. Um diese nicht verfallen zu lassen, wurde 2003 ein Low-Budget-Film mit dem Titel My Name Is Modesty gedreht. Allerdings kam dieser Film nicht in die deutschen Kinos, sondern erschien nur auf DVD.

## Romane
Der erste Roman erschien 1965 unter dem Originaltitel Modesty Blaise. Ihm folgten zehn weitere Romane und zwei Bände mit Kurzkrimis. Die Bücher erreichten eine Auflage in Millionenhöhe und wurden in 16 Sprachen übersetzt.
- 1965: Die tödliche Lady (Modesty Blaise)
- 1966: Die Lady bittet ins Jenseits (Sabre-Tooth)
- 1967: Die Lady reitet der Teufel (I, Lucifer)
- 1969: Ein Gorilla für die Lady (A Taste for Death)
- 1971: Die Goldfalle (The Impossible Virgin)
- 1972: Die Lady macht Geschichten (Pieces of Modesty)
- 1973: Die silberne Lady (The Silver Mistress)
- 1976: Heiße Nächte für die Lady (Last Day in Limbo)
- 1978: Die Lady fliegt auf Drachen (Dragon´s Claw)
- 1981: Die Lady will es anders (The Xanadu Talisman)
- 1982: Die Lady spannt den Bogen (The Night of Morning Star)
- 1985: Die Lady lässt es blitzen (Dead Man´s Handle)
- 1996: Cobra Trap (nicht in deutscher Sprache erschienen)

Die Romane sind seit langer Zeit vergriffen. 2005 bis 2007 erschienen fünf Bände in Neuauflage oder als Hörbuch.